# Phrynops tuberosus
Phrynops tuberosus is een schildpad uit de familie slangenhalsschildpadden (Chelidae).

## Naam en indeling
De wetenschappelijke naam van de soort werd voor het eerst voorgesteld door Wilhelm Peters in 1870. Oorspronkelijk werd de wetenschappelijke naam Platemys tuberosa gebruikt. Phrynops tuberosus werd lange tijd als een ondersoort beschouwd van de donkere paddenkopschildpad (Phrynops geoffroanus) maar werd later als een aparte soort benoemd.
De soortaanduiding tuberosus betekent vrij vertaald 'voorzien van knobbels' en slaat op de kleine uitsteekseltjes aan bepaalde delen van de huid.

## Uiterlijke kenmerken
De schildpad bereikt een maximale schildlengte tot 35 centimeter, het schild heeft een ovale vorm die overal ongeveer even breed is zodat een bijna vierkante contour ontstaat. De schildkleur is donkerbruin met lichtere strepen, de schildrand heeft een gele kleur. Meestal is er geen opstaande kiel aanwezig op het midden het schild maar juist een gleuf, i tegenstelling tot veel verwante soorten. De kop is grijs van een kleur met een lichtere bredere streep van de neusgaten tot aan de aanzet van de voorpoten.

## Levenswijze
Phrynops tuberosus neemt graag een zonnebad op het land en jaagt in het water. De schildpad is voornamelijk carnivoor, op het menu staan op kleine vissen, insecten en andere kleine ongewervelden.

## Verspreiding en habitat
Phrynops tuberosus komt voor in delen van Zuid-Amerika, en leeft in de landen Venezuela, Colombia, Peru, Brazilië, Bolivia en Argentinië. Vermoedelijk komt de soort ook voor in Guyana. De habitat bestaat uit ondiepe, langzaam stromende wateren met een modderbodem. Onder andere rivieren en meren zijn een geschikte habitat.

## Beschermingsstatus
Door de internationale natuurbeschermingsorganisatie IUCN is nog geen beschermingsstatus toegewezen. Op de schildpad wordt niet hevig gejaagd en veel populaties lijken niet sterk te zijn aangetast.